# خولنا-۳
خولنا-۳ (به لاتین: Khulna-3) یک منطقهٔ مسکونی در بنگلادش است که در ناحیه کولنا واقع شده‌است.